# Osso navicular
O osso navicular ocorre na anatomia do homem e na do cavalo.

## Anatomia humana
O osso navicular é um do ossos do tarso, encontrados no pé. Seu nome deriva de sua semelhança com um pequeno barco, causada pela forte concavidade proximal da superfície articular.
Está localizado no lado medial do pé e se articula proximalmente com o tálus, distalmente com os três ossos cuneiformes e ocasionalmente com o osso cubóide.

## Imagens adicionais

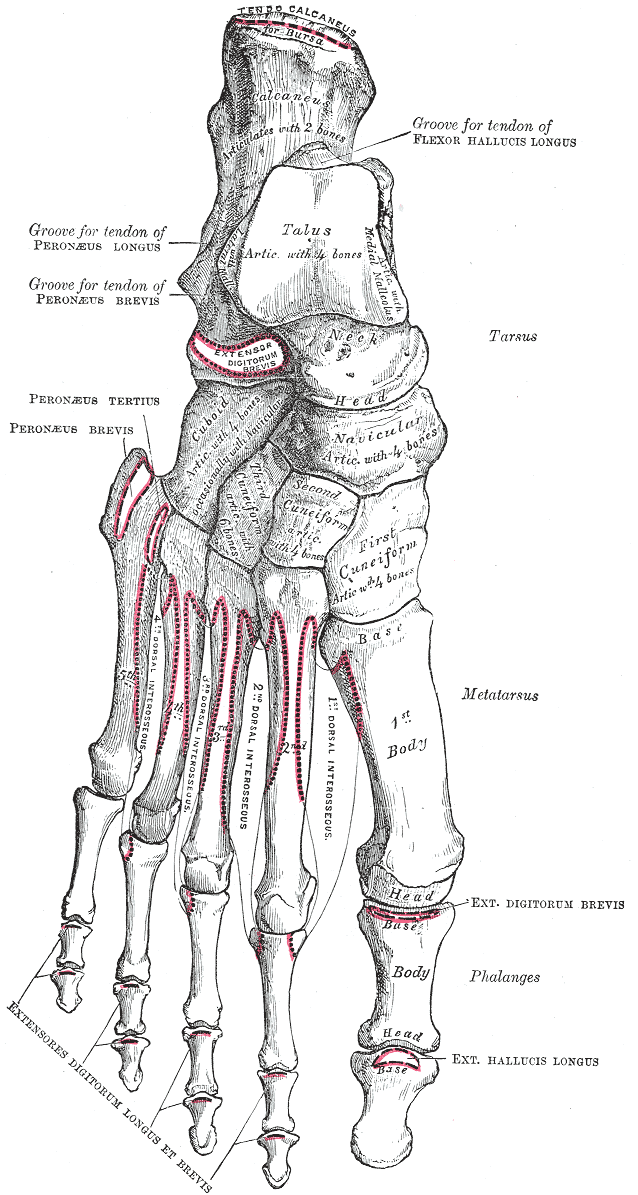
Ossos do pé direito. Superfície dorsal.
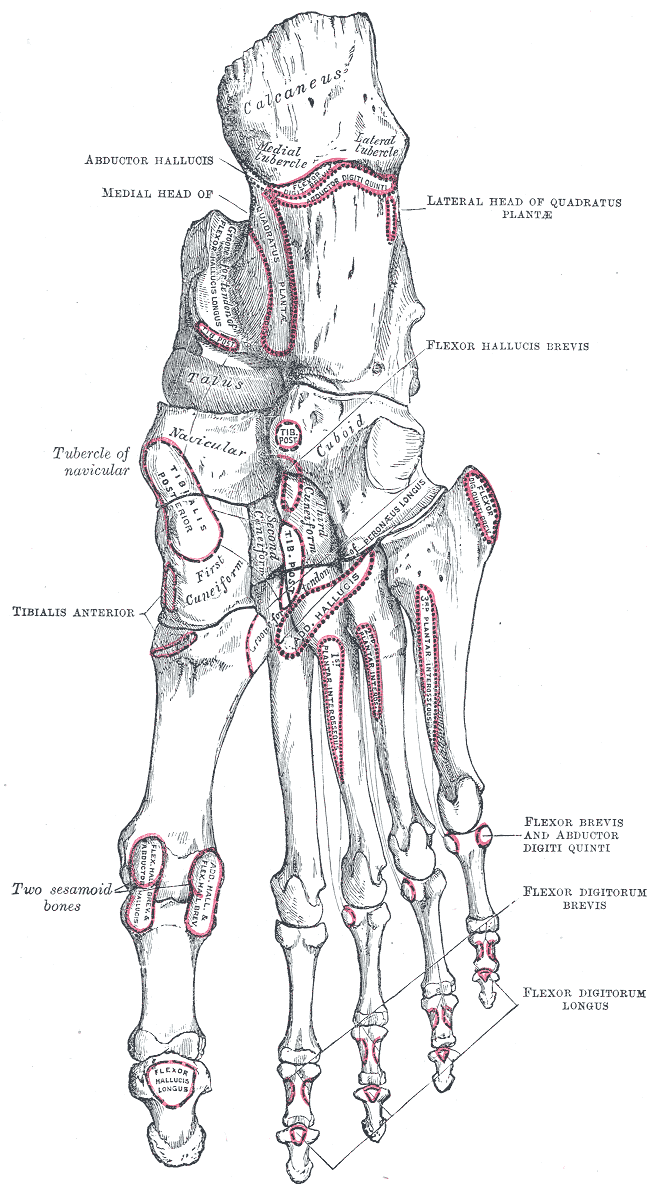
Ossos do pé direito. Superfície plantar.
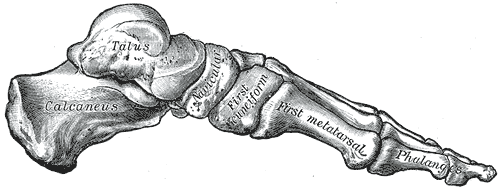
Ossos do pé. Aspecto medial.
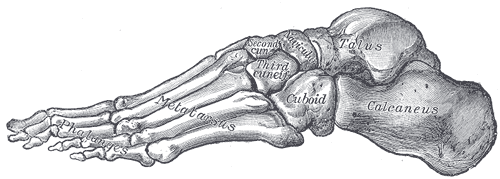
Ossos do pé. Aspecto lateral.
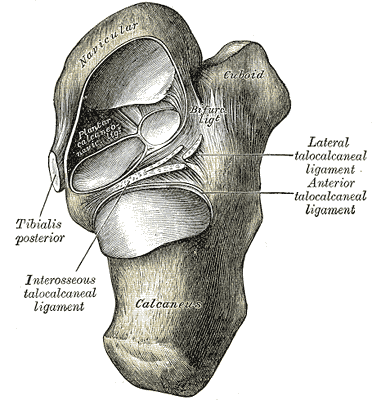
Talocalcaneal and talocalcaneonavicular articulations exposed from above by removing the talus.
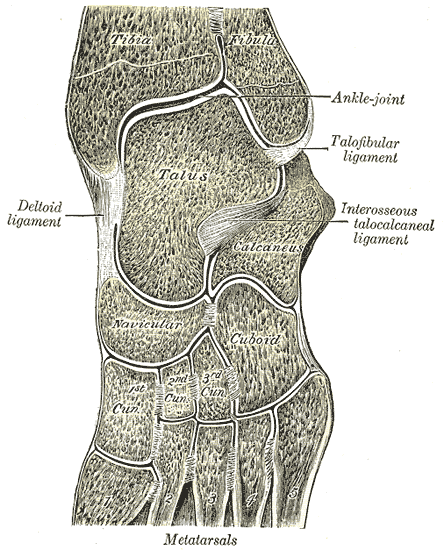
Oblique section of left intertarsal and tarsometatarsal articulations, showing the synovial cavities.